# Dhaalu
Nilandhé Atholhu Dhekunuburi mit der Thaana-Kurzbezeichnung ދ (Dhaalu), ist ein Verwaltungsatoll (Distrikt) im Süden der westlichen Atollkette der Malediven.
Es umfasst das Gebiet des gesamten Süd-Nilandhe-Atolls, das nur wenige dauerhaft bewohnte Inseln hat. Insgesamt hat der Distrikt 46 Inseln und 2006 etwa 4720 Einwohner.
Der Verwaltungshauptort Kudahuvadhoo liegt auf der gleichnamigen Insel im Süden des Atolls.